# I guerriglieri dell'arcipelago
I guerriglieri dell'arcipelago (The Steel Claw) è un film del 1961 diretto da George Montgomery.
È un film di guerra statunitense a sfondo avventuroso con protagonista lo stesso Montgomery. È ambientato nelle Filippine, nella zona di Manila, durante la seconda guerra mondiale.

## Produzione
Il film fu diretto, sceneggiato (con Ferde Grofé Jr. e Malvin Wald) e prodotto (ancora in collaborazione con Grofé Jr.) da George Montgomery per la Ponderey Productions e girato nelle Filippine.

## Distribuzione
Il film fu distribuito con il titolo The Steel Claw negli Stati Uniti dal 20 settembre 1961 (première a San Francisco il 10 maggio) al cinema dalla Warner Bros.
Altre distribuzioni:
- in Danimarca il 6 ottobre 1961 (Manden med jernkloen)
- in Finlandia il 10 novembre 1961 (Mannen med stålklon)
- in Svezia il 13 novembre 1961 (Mannen med stålklon)
- in Germania Ovest il 23 novembre 1961 (Der Mann mit der stählernen Klaue e Pazifik-Kommando)
- in Austria (Der Mann mit der stählernen Klaue)
- in Belgio (Griffe d'acier)
- in Brasile (Garra de Aço)
- in Finlandia (Teräskynsi)
- in Francia (Le dernier train de Santa Cruz)
- in Grecia (Oi antartes tou arhipelagous)
- in Italia (I guerriglieri dell'arcipelago)

## Promozione
Le tagline sono:
- It Tears Your Nerves to Shreds!
- GEORGE MONTGOMERY AS THE MAN WITH...THE STEEL CLAW